# Самуїл Стебловський
Самуїл Стебловський (в миру Стефан Стебловський; 1776, Гетьманщина — 1833, Задонський монастир, Задонськ, Російська імперія) — український релігійний діяч, архімандрит Задонського монастиря на Московщині. 

## Життєпис
Стефан Стебловський народився в 1776; за походженням українець, із династії священників. 
З 1789 навчався у Воронезькій духовній семінарії і після закінчення курсу 15 липня 1796 був направлений священником до Преображенської церкви в слободу Бутурлінівка Бобровського повіту Воронезької губернії. 
З 24 серпня 1800 Стебловський почав службу при Воронезькій семінарії, де викладав різні предмети, а також працював бібліотекарем, опікуном бурси, членом семінарського правління та інспектором. 
9 березня 1810 до своїх занять у семінарії Стебловський додав ще законознавство у Воронезькій чоловічій гімназії. 

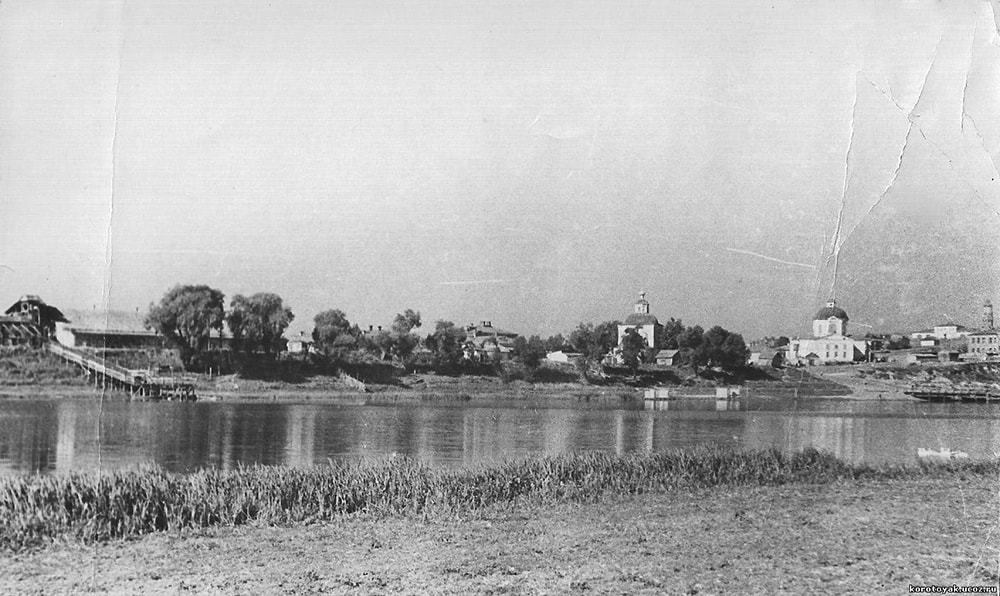
Коротояцький монастир (Вид з другого берега річки Дон, XIX століття)

10 червня 1811 Стефан Стебловський постригся в чернецтво з ім'ям Самуїл і став ієромонахом при Воронезькому архієрейському домі, а того ж року 23 вересня призначений будівельником Коротояцького Вознесенського монастиря і присутнім у духовній консисторії.  
В той же час йому довелося керувати ще й Олексіївським Акатова монастирем і бути вчителем священної герменевтики, загальної церковної історії, канонічних прав і вищого красномовства. 
Не зважаючи на бідність Коротояцького монастиря, Стебловському потрібно було перебудовувати його. Самуїл домігся зарахування до Коротояцького монастиря скасованого Дивногірського монастиря, розташованого у Слобідській Україні. 
15 листопада 1814 Самуїл Стебловський зведений в архімандрити Задонського Богородицького монастиря і керував цією обителлю більше 19 років.  
12 жовтня 1818 відкрив при монастирі Задонське парафіяльне духовне училище і взяв на себе обов'язки його доглядача. 
У монастирі Стебловський був суворим настоятелем і бережливим господарем: збільшив число монастирської братії, пильно стежив за її життям, запровадив у житті і богослужінні монастиря кращі порядки; подбав про зручності і для прочан. Його стараннями всередині і ззовні відновлена монастирська церква, збагачена церковна ризниця, облаштована триповерхова будівля для лікарні з церквою, триповерхова будівля для парафіяльного духовного училища з приміщенням для вчителів, трапезний корпус із кухнею, коморами і виходами, збудовано 85 сажнів церковної огорожі з вежами та іншими прибудовами, а решта будівель відновлені й перебудовані; при ньому монастир набув абсолютно нового вигляду; Стебловський зібрав понад 100 тисяч рублів пожертвувань монастирю, окрім будинку із землею і угіддями для облаштування готелів, дзвіниці та інших будівель.  
Архімандрит Самуїл Стебловський помер 11 грудня 1833. 